# 施泰尔马克地区施特拉斯
施泰尔马克地区施特拉斯（德語：Straß in Steiermark）是奥地利施泰尔马克州莱布尼茨县的一个市镇。总面积8.71平方公里，总人口1707人，人口密度196.0人/平方公里（2005年）。2015年，施泰尔马克地区施特拉斯与市镇上福高、施皮尔费尔德、福高合并为施特拉斯-施皮尔费尔德（Straß-Spielfeld），2016年名称更改回施泰尔马克地区施特拉斯。2020年，市镇穆尔费尔德被撤销，其中的一部分并入施泰尔马克地区施特拉斯。